# X-Tro: Nicht alle Außerirdischen sind freundlich!
X-Tro: Nicht alle Außerirdischen sind freundlich! (englisch Originaltitel: Xtro bzw. XTRO) ist ein britischer Science-Fiction-Horror-Kult-Film des Briten Harry B. Davenport und Co-Produzenten Bob Shaye aus dem Jahr 1982. Die Spezialeffekte besorgten Tom Harris und Francis Coates.

## Handlung
Der kleine Tony spielt mit seinem Vater Sam im Freien neben ihrer Farm in England, als der Vater in einem grellen Licht verschwindet und offenbar von Aliens entführt wird.
Drei Jahre später ist erneut ein Licht zu sehen, und das Raumschiff kommt zurück auf die Erde. Es pflanzt eine Saat in der Nähe der Farm, aus der ein grotesk aussehendes Alien entschlüpft. Dieses Wesen macht sich sofort an der nächsten Straße auf die Suche nach Opfern und findet diese in Ben und Jane, die ihr Auto aus Schreck angehalten hatten. Nachdem die beiden getötet wurden, macht sich das Alien auf den Weg zum nächstgelegenen Landhaus und attackiert dort eine Frau, um sie erfolgreich bewusstlos zu schlagen und gegen ihren Willen zu schwängern. Die Schwangerschaft geht so schnell, dass die Frau einige Minuten später bereits kurz vor dem Gebären aufwacht. Sie gebärt einen erwachsenen blutüberströmten Mann, der sogar mit der Nabelschnur an sie gebunden ist und stirbt direkt nach der Geburt. Es stellt sich heraus, dass der Mann Sam ist. Dieser wäscht sich, versteckt die Leichen und nimmt sich Bens Kleider und Auto, um nach Tony zu suchen.
Tony wohnt in einem Apartment in London zusammen mit seiner Mutter Rachel, ihrem neuen Freund Joe Daniels und einer französischen Au-Pair namens Analise Mercier. Rachel und Joe sind Fotografen und besitzen ihr eigenes Studio in der Stadt. Aufgrund des seltsamen Verschwindens seines Vaters hat Tony immer noch häufig Alpträume und wacht sogar eines Morgens blutdurchtränkt auf. Allerdings ist dies, wie vom Doktor bestätigt, nicht sein Blut. Tony meint daraufhin, sein Vater hätte es ihm geschickt.
Sam findet Tony in der Schule und holt ihn dort ab, während Rachel ihren Sohn sucht und nach erfolgreicher Suche ihn und überraschenderweise Sam findet. Dieser möchte wieder bei mit seiner Familie zusammen wohnen, weil er scheinbar keine Erinnerungen an die letzten Jahre hat. Allerdings widerspricht dies völlig Joes Meinung, denn er möchte Rachel heiraten. Nichtsdestotrotz zieht Sam bei ihnen ein, aber benimmt sich sehr seltsam. So isst er zu Tonys Entsetzen die Eier von dessen Schlange und muss daraufhin beruhigend auf seinen Sohn einreden. In dieser Situation beißt er seinen Sohn und trinkt etwas Blut von ihm bzw. infiziert ihn mit dem Alien-Virus.
Tony entdeckt, dass er durch den Biss hervorgerufene, außergewöhnliche Kräfte hat, und nutzt diese zum einen, um die gemeine Nachbarin von einem menschengroßen Spielzeugsoldaten umbringen zu lassen, da sie seine Schlange getötet hatte, und zum anderen, um einen kleinen Spielzeugclown in einen echten kleinwüchsigen Menschenclown zu verwandeln. Währenddessen entdeckt Rachel Bilder von Jane in Sams gestohlener Kleidung und spricht ihn darauf an, wobei dieser angibt, auch davon nichts zu wissen. Dies glaubt sie bereitwillig.
Da das Verhältnis von Sam und Rachel wieder wie früher scheint, entscheiden sie, noch einmal zu der alten Farm zurückzukehren und Tony in Analises Obhut zu geben. Diese vernachlässigt ihre Pflicht und schläft mit ihrem Freund Michael, bis Tony plötzlich an ihre Tür klopft und unbedingt Verstecken spielen möchte. Sie willigt ein und wird sofort nach Anfangen des Spiels von dem Clown bewusstlos geschlagen und als eine Art Gebärmutter für Alien-Eier missbraucht. Tony schickt außerdem einen Spielzeugpanzer, um Michael zu töten, aber dieser entkommt dem Panzer zunächst, wird dann jedoch trotzdem von einem plötzlich aufgetauchten schwarzen Panther (Leopard) getötet. Der Hausmeister Mr. Knight wird von dem Clown getötet, als die Mutter anruft, um sich nach dem Rechten zu erkundigen, und nur der Hausmeister erreichbar ist.
Während Rachel und Sam auf der Farm sind, festigt sich ihr Verhältnis immer mehr und sie schlafen miteinander. Rachel schreckt aber zurück, als sich Sams Haut langsam blutend von seinem Körper löst. Joe hat unterdessen herausgefunden, dass irgendetwas mit Sam nicht stimmt, und fährt mit Tony, der vor der Studiotür auf ihn wartete, zu der Farm. Dort angekommen wird er von dem vollständig in ein Alien verwandelten Sam durch dessen Schrei getötet, während Tony Sam einen Hügel hinauf in ein grelles Licht bzw. in das Alien-Raumschiff begleitet.
Rachel wird völlig aufgelöst auf dem Feld zurückgelassen und geht am nächsten Tag nochmal ins Apartment. Sie findet die Eier, hebt eines von ihnen auf und wird von einem ähnlichen Alien wie dem zu Beginn des Films angegriffen.

## Alternatives Ende und weitere Filmfassungen
Im Kino wurde das Ende nur bis zu der Szene gezeigt, in der Rachel auf dem Feldboden sitzt. Dies sollte ein positiveres Ende darstellen, als das oben beschriebene negative (blutige) Ende, das in der Videoversion enthalten war. In Deutschland allerdings beließ man es auch in der Videoversion bei dem positiven Ende. Daneben gibt es noch eine Videofassung des Films sowie den 2018 veröffentlichten Director’s Cut.

## Erstaufführungen
- Großbritannien 6. Dezember 1982
- Deutschland 1. Juli 1983

## Kritiken
„Handwerklich weitgehend gediegener Horrorfilm, der bekannte Handlungsmuster des Genres ausbeutet. Fragwürdig durch eine vordergründige und frauenfeindliche Behandlung sexueller Motive.“

„Ein Film, der für den durchschnittlich empfindenden Zeitgenossen nicht unbedingt einen Augenschmaus darstellt – höchstens für ambitionierte Maskenbildner.“

## Fortsetzungen
1990 wurde XTRO II – Die zweite Begegnung produziert, 1995 folgte XTRO-3. Beide wurden erneut von Harry Bromley Davenport inszeniert. Diese Filme haben aber bis auf den Titel nichts mit der ersten Produktion zu tun.

## Synchronsprecher
| Darsteller      | Dt. Synchron.       |
| --------------- | ------------------- |
| Maryam d’Abo    | Marina Köhler       |
| Robert Fyfe     | Franz Rudnick       |
| Susie Silvey    | Eva Kinsky          |
| David Cardy     | Udo Wachtveitl      |
| Arthur Whybrow  | Hartmut Neugebauer  |
| Bernice Stegers | Dagmar Heller       |
| Philip Sayer    | Sigmar Solbach      |
| Simon Nash      | Veronika Neugebauer |